# Мённиг, Кэтрин
Кэ́трин Си́ан Мённиг (англ. Katherine Sian Moennig; род. 29 декабря 1977) — американская актриса.

## Биография
Родилась в семье валлийца и хорватки (отец делал скрипки, мать была танцовщицей), позднее переехала в Калифорнию и там окончила школу El Camino High School в Ошенсайде. Она — «наполовину» двоюродная сестра актрисы Гвинет Пэлтроу.

## Карьера
С детства занималась балетом и игрой на скрипке, но не проявила усердия ни в том, ни в другом. Впервые она ступила на подмостки в 10-летнем возрасте в детском театре (Children’s Theatre Workshop) в постановке «Винни Пуха».
Впоследствии она со своим другом поставила в Филадельфийской библиотеке импровизированную версию «Пуха». Она продолжала участвовать в школьных постановках до окончания школы и переезда в Нью-Йорк, где поступила в Американскую академию драматических искусств (American Academy of Dramatic Arts).
Два месяца после выпуска Кейт проработала на престижном Williamstown Theatre Festival и приобрела богатый закулисный опыт, а кроме того, появилась в постановке «Как вам это понравится» по Шекспиру.
Её телевизионный дебют состоялся в качестве неуловимого «Джейка» Пратта в «Молодых американцах», где она играла девушку (Жаклин), которая, представившись парнем, нелегально проникает в мужскую Академию Роули (Rawley Academy).
В 2003 году Менниг получила роль в сериале «Секс в другом городе» ('The L Word') о жизни лесбиянок. Её героиня — Шейн Маккатчен — сексуально-агрессивная стилистка. Хотя ей и довелось соперничать с такими звездами, как Дженнифер Билс, Лорел Холломен, Пэм Грайер и Лейша Хейли, Менниг смогла выделиться на фоне столь звездных коллег своей яркой личностью (и сексуальной ненасытностью). Шейн Маккатчен успела переспать с более чем тысячей человек; будучи на редкость талантливой стилисткой, она — просто ходячая катастрофа, когда дело касается простых человеческих отношений. За каких-то четыре сезона шоу она успела сорвать собственную свадьбу, встретить давно потерянного отца и совершенно незнакомого брата. Линия Маккатчен по праву считается одной из самых интересных в телесериале.
Именно благодаря этому проекту Кэтрин приобрела известность и заинтересованность публики.
На большом экране она появлялась в фильмах «The Shipping News», «Love The Hard Way», «Invitation to a Suicide», Everybody’s Fine. Также Кейт засветилась в клипе «Is Anybody Home» канадской группы « Our Lady Peace» и пробовалась на роль Брендона/Тины в фильме «Парни не плачут», которая впоследствии ушла к Хилари Суонк.

## Личная жизнь
С 2017 года Мённинг состоит в браке с гитаристкой Аной Резенде, участницей группы Cansei de Ser Sexy .

## Фильмография
- За красивым фасадом  (сериал) (2024, США)
- Секс в другом городе: Поколение Q (сериал) (2019, США, реж. Айлин Чайкен)
- Повзрослевшие  (сериал) (2019, США)
- Лейн 1974 (2017, США, реж. С. Дж. Чиро)
- Мой мёртвый парень (2016, США, реж. Энтони Эдвардс)
- Провинность (2014, США, реж. Саймон Брэнд)
- Рэй Донован (2013, США, реж. Аллен Култер)
- Игра на выживание (2012, США, реж. Эйтор Далия)
- Линкольн для адвоката (2011)
- Декстер / Dexter (2010) — Микель Анджело
- Три реки (сериал) (2009—2010)
- Всё путём (2009)
- Реклама для гения (2006)
- Invitation to a Suicide (2004)
- Секс в другом городе (сериал) (2004—2009)
- C.S.I.: Место преступления Майами (сериал) (2002—2009)
- Корабельные новости (2001)
- Горечь любви (2001)
- Slo-Mo (2001)
- Ice People, The (2000)
- Молодые американцы (сериал) (2000)
- Закон и порядок: Специальный корпус (сериал) (1999—2009)
- Закон и порядок (сериал) (1990—2009)
- Reinventando Hollywood (ТВ) (2008) играет саму себя

## Комментарии
1. ↑  Отец Мённиг — единоутробный брат Блайт Даннер, матери Гвинет и Джейка Пэлтроу.